# Gewässerkarte

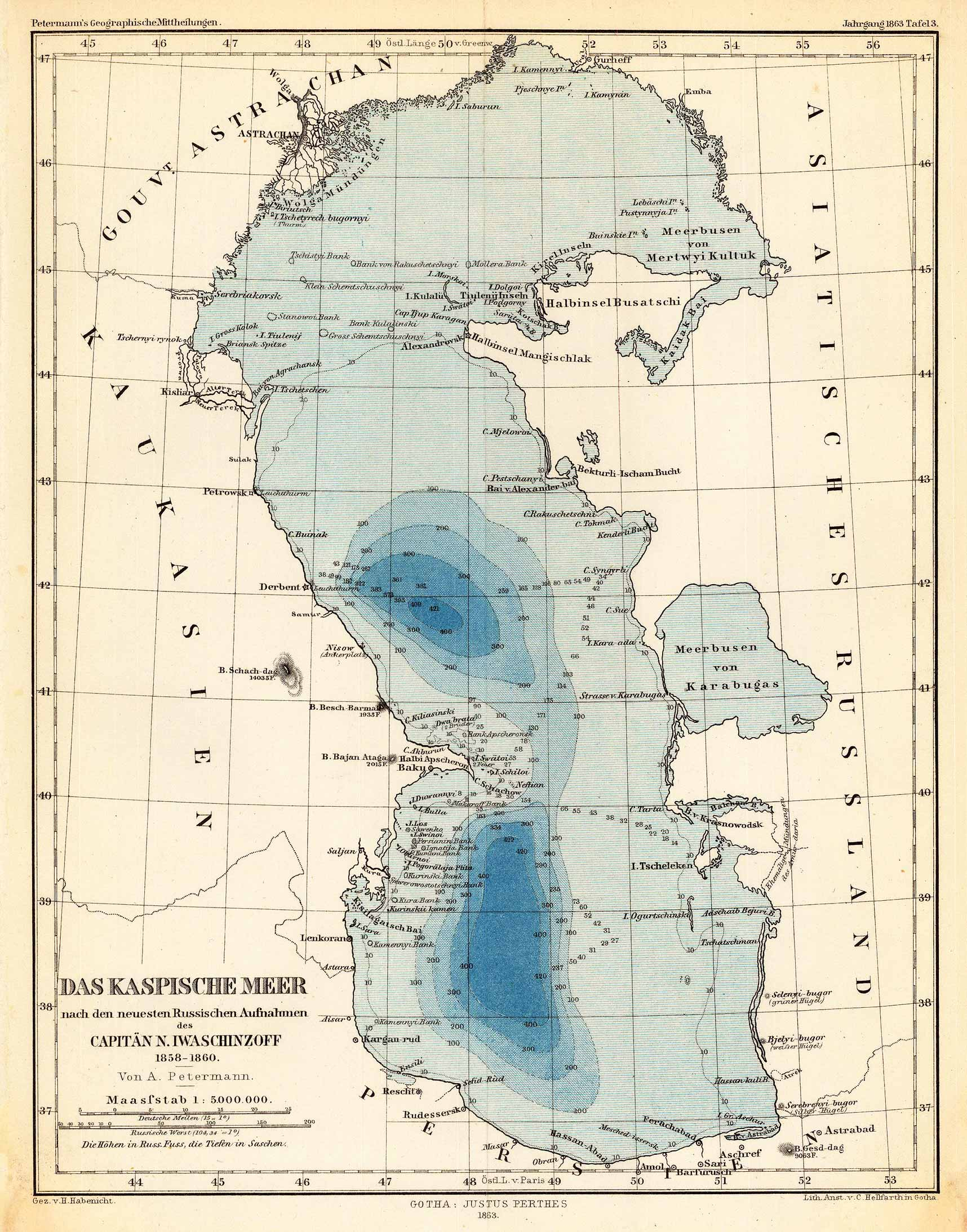
Gewässerkarte des Kaspischen Meeres mit Tiefenlinien und Untiefen (1863)

Gewässerkarten stellen die Verhältnisse und Eigenschaften fließender und stehender Gewässer kartografisch dar. 
Grundlage der Gewässerkarten bildet das Gewässernetz, wie es in topographischen Karten verzeichnet ist. Weitere Eintragungen sind z. B.: Wassereinzugsgebiete, Abflussmengen und Strömungsgeschwindigkeit. Des Weiteren werden auch physikalische Wassereigenschaften oder Sachverhalte der Grundwasserverteilung in bestimmten Gewässerkarten veranschaulicht. 
Die Grundlagen für die Gewässerkarte werden bei der Gewässervermessung erfasst.